# Allier
Allier là một tỉnh của Pháp, thuộc vùng hành chính Auvergne-Rhône-Alpes, bao gồm 5 quận với các quận lỵ còn lại là: Montluçon, Vichy.